# Third Avenue – 138th Street
Third Avenue – 138th Street – stacja metra nowojorskiego, na linii 6. Znajduje się w dzielnicy Bronx, w Nowym Jorku i zlokalizowana jest pomiędzy stacjami Brook Avenue i 125th Street. Została otwarta 7 stycznia 1919.